# Paphinia seegeri
Paphinia seegeri es una especie de orquídea endémica de Colombia. La clasificación de esta especia fue publicada por el botánico alemán Günter Gerlach en Die Orchidee.

## Galería

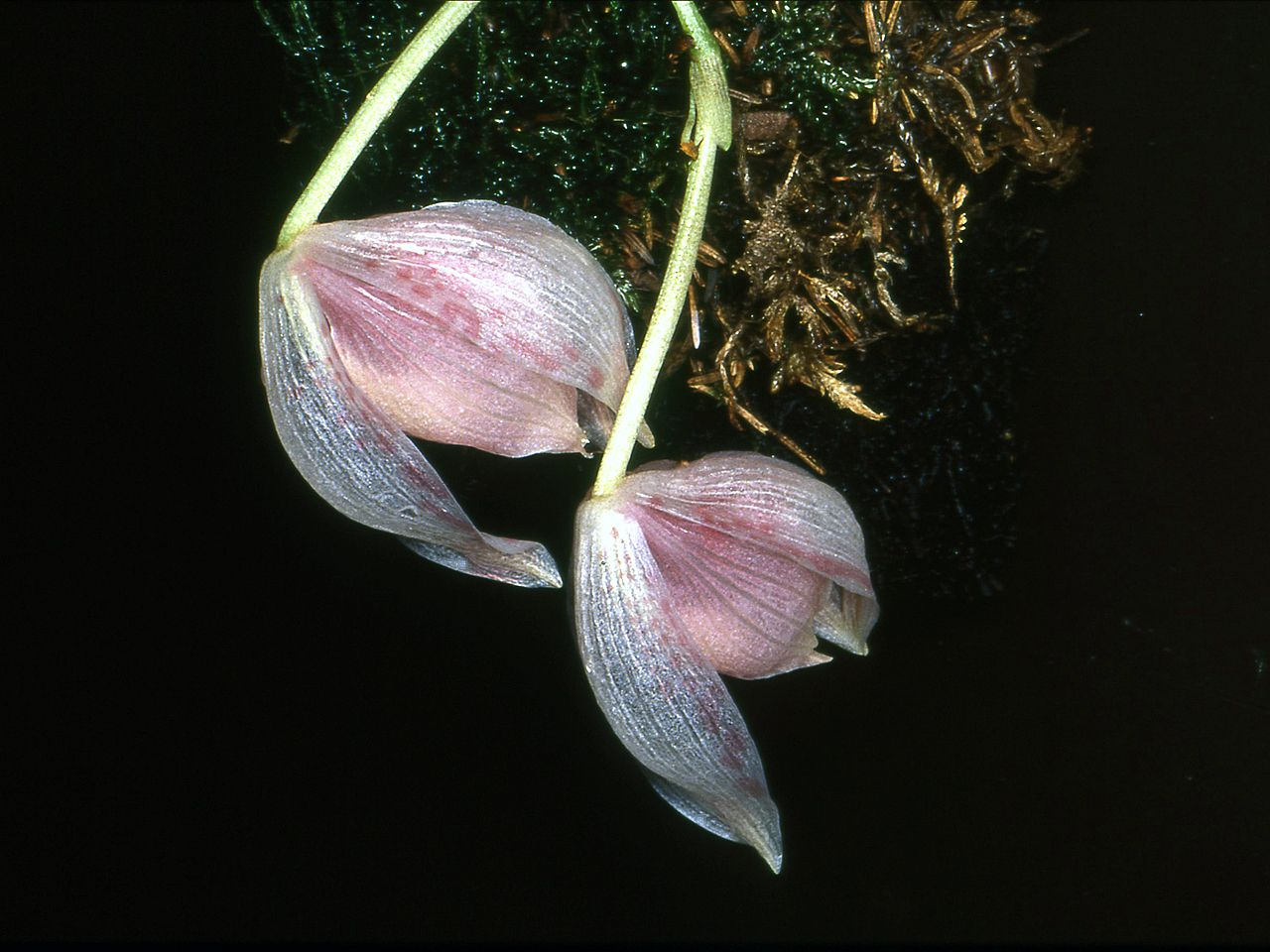
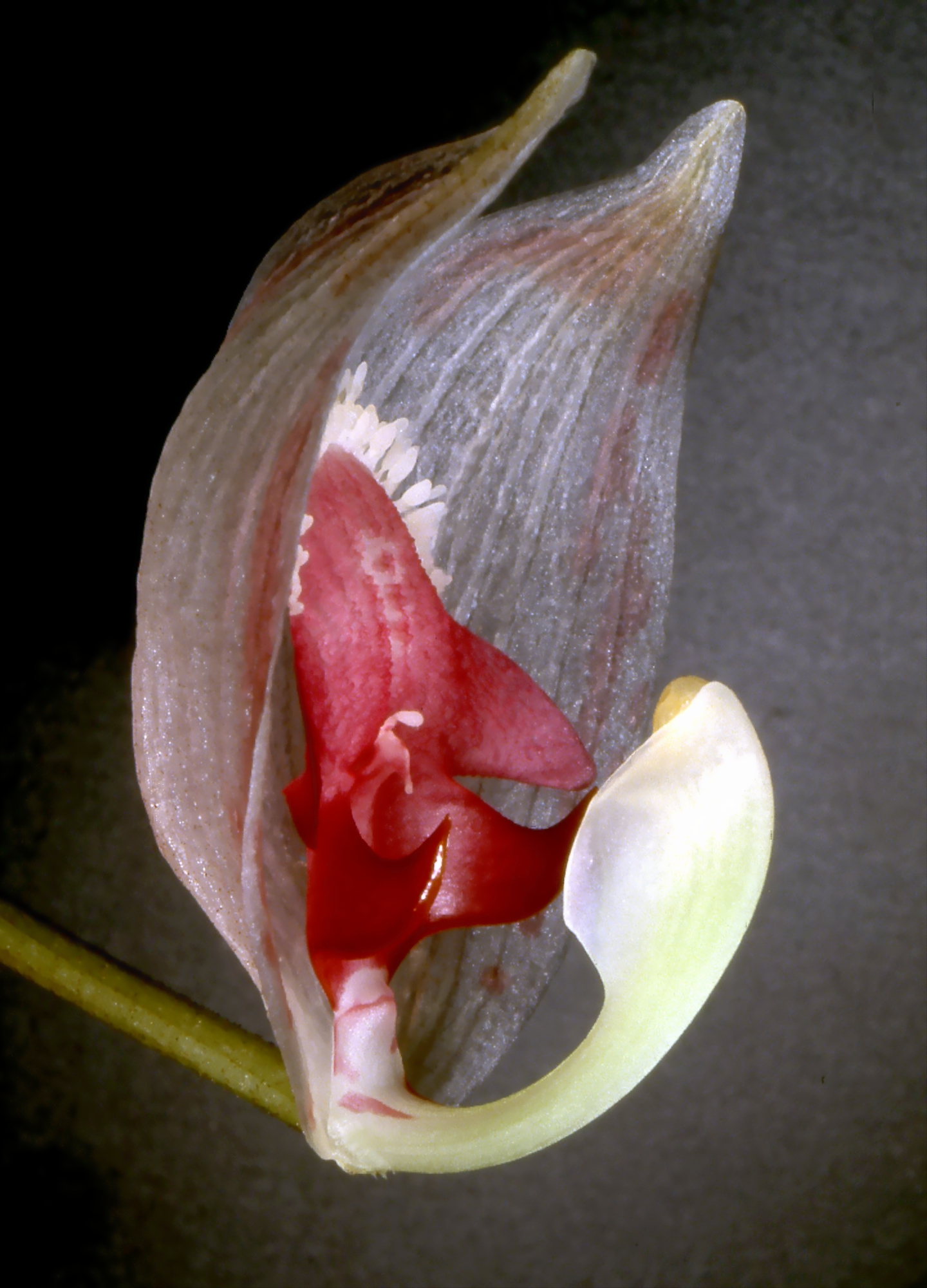
Labelo en detalle.